# Sebastián Morquio
Sebastián Darío Morquio Flores (Montevideo, 22 gennaio 1976) è un ex calciatore uruguaiano, di ruolo difensore.